# Rusthoven

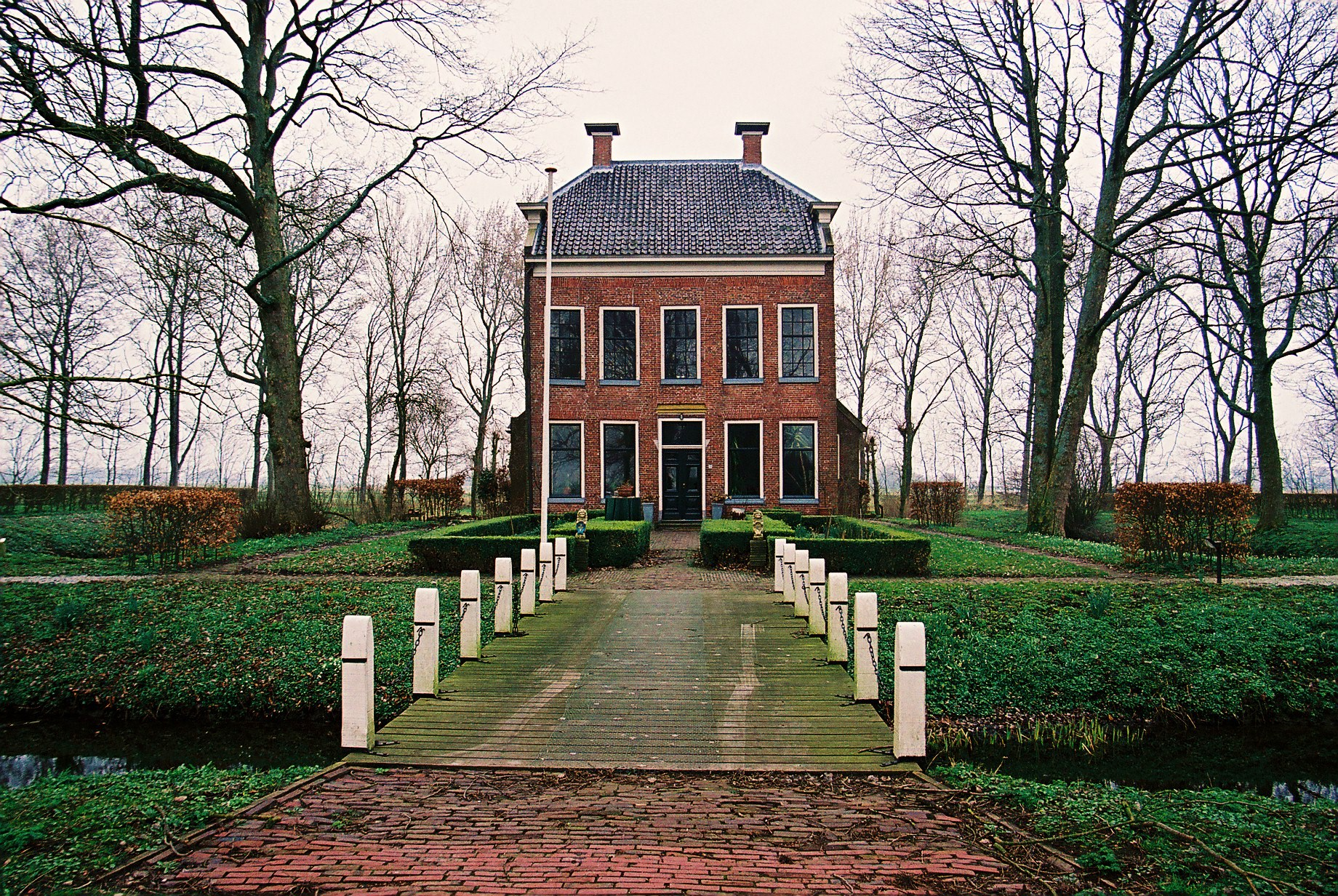
De borg Rusthoven met de monumentale brug

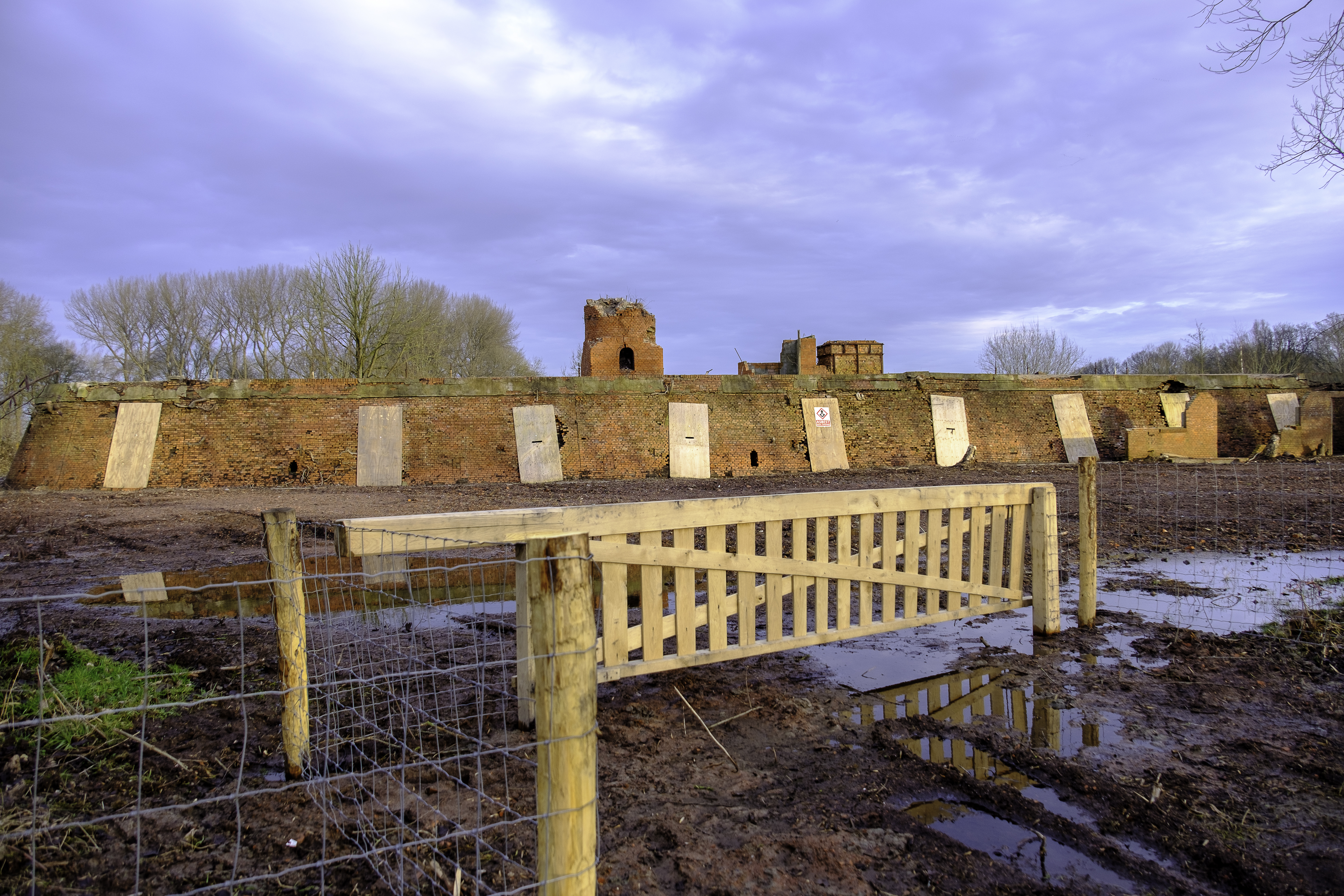
De voormalige ringoven van het tichelwerk in 2021

Rusthoven is een borg met voormalig tichelwerk in de gemeente Eemsdelta in de Nederlandse provincie Groningen. De borg is gelegen aan de weg langs het Damsterdiep op het grondgebied van Wirdum, ten noordwesten van Eekwerderdraai. De borg en steenfabriek liggen naast de borg Ekenstein.

## Geschiedenis

### 17e en 18e eeuw
In 1650 werd een trekschuitverbinding opgezet over het Damsterdiep tussen Groningen en Appingedam. Twee jaar eerder liet burgemeester van Groningen Johan Eeck (sr.) Ekenstein bouwen als buitenverblijf. Uit onderzoek is gebleken dat er waarschijnlijk voor de bouw van Rusthoven ook reeds een gebouw heeft gestaan.

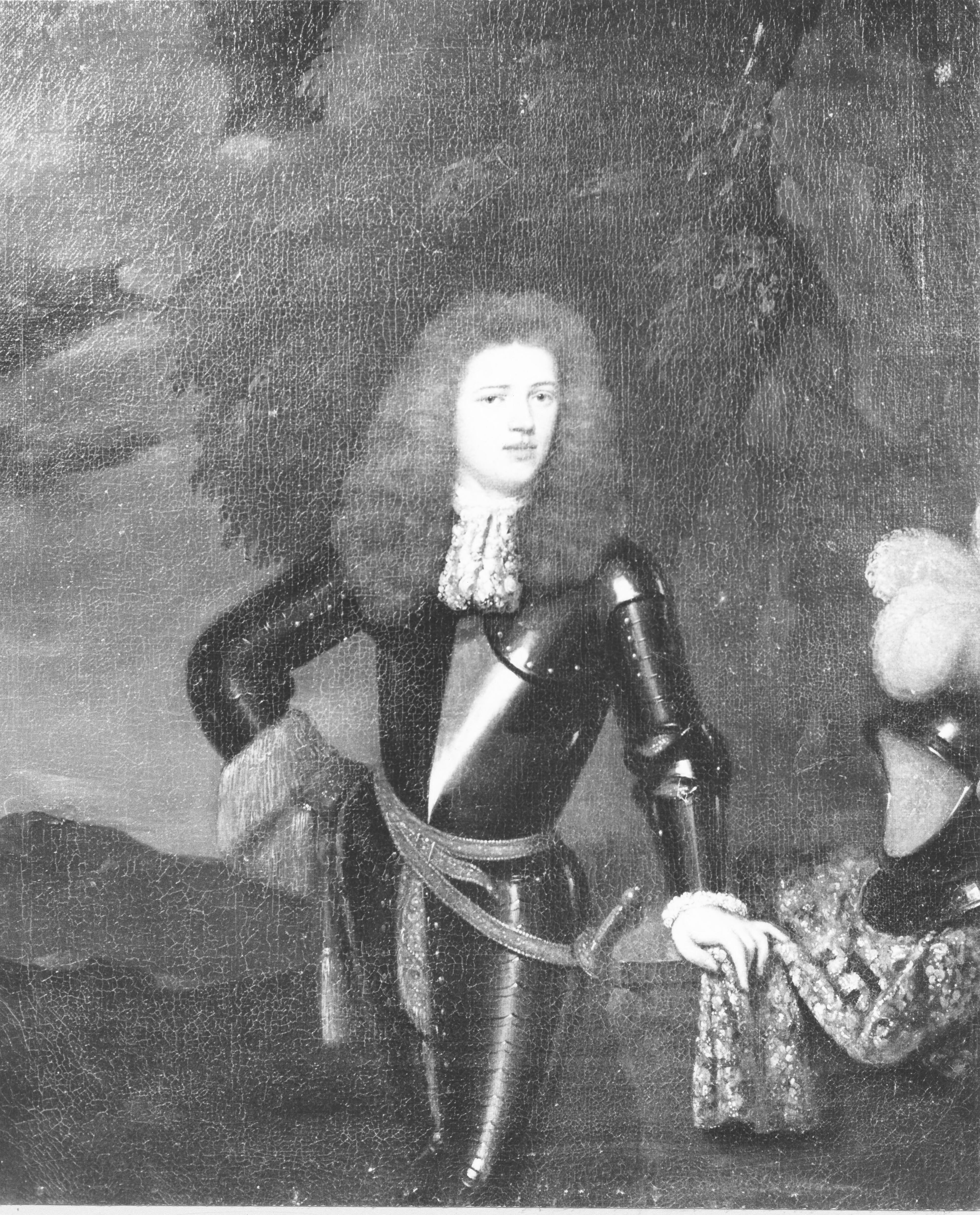
Wigbold Aldringa bezat de borg tussen 1734 en 1743.

Blijkens een gevelsteen in de oostgevel werd Rusthoven in 1686 gebouwd, waarschijnlijk door zoon Johan Eeck (jr.), eveneens burgemeester van Groningen. Johan Eeck (jr.) was althans de eigenaar van Rusthoven in 1695, het eerste jaar waarin de borg werd genoemd. In 1713 overleed hij zonder kinderen na te laten. In zijn testament bepaalde hij dat de borg overging naar Catharina Maria de Lairesse en na haar dood aan haar schoonzoon Gerhard Schaffer. Schaffer was drost van de Oldambten (Klei-Oldambt en Wold-Oldambt) en woonde er dus waarschijnlijk niet zelf, maar op de Drostenborg in Zuidbroek. Bij zijn dood in 1733 werd de borg bewoond door een weduwe met de achternaam Canter. De borg werd het jaar erop door Schaffers schuldeisers verkocht aan de schoonzoon van Schaffer, Wigbold Aldringa. Na zijn dood erfde zijn dochter Barbera Albertina in 1744 de borg. In 1752 ruilde zij de borg met haar neef Wigbolt Gerhard Aldringa tegen bezittingen in het Westerkwartier. Nadat Wigbolt in 1764 de Wirdumse Fromaborg verkreeg, verkocht hij Rusthoven het jaar erop aan de Groningse zilversmid Frederik van Halsema. Na er slechts twee jaar te hebben gewoond, overleed deze reeds en kwam de borg bij de boedelscheiding aan zijn zoon, rechtshistoricus en redger van Loppersum en Wirdum Diderik Frederik van Halsema. In 1784 overleed hij. Zijn weduwe Trijntje Willems Tichelaar, dochter van een steenfabrikant, hertrouwde in 1786 met Hindericus Wijchgel en na diens dood met Johannes Wijbes de Vries van Jubbega. In 1787 had de borg blijkens een inventarislijst ook een schathuis.

### 19e eeuw en begin 20e eeuw; het tichelwerk
In 1804 verkocht Trijntje de borg aan steenfabrikant Jan Hendrik Sissingh. Sissingh liet het tichelwerk Rusthoven bouwen, waarmee Rusthoven net als De Brake een tichelborg werd. De stichting van de steenfabriek had te maken met de toenemende vraag naar bakstenen in die tijd. De locatie aan het Damsterdiep was gunstig voor de aanvoer van turf vanuit de Veenkoloniën. Tichelaarde (zeeklei) werd handmatig gewonnen en per paard en wagen aangevoerd uit het omringende zeekleigebied. Voor het werk werd gebruikgemaakt van seizoenarbeiders uit Lippe (de 'Lipskers'), die werkten tijdens het tichelseizoen, dat duurde van april tot oktober.
Sissingh liet tevens een kalkbranderij met kalkschuur bouwen. Hij was vanaf 1811 maire en vanaf 1814 schout van Loppersum en daarmee de eerste burgemeester van deze gemeente. In 1814 overleed hij. Zijn weduwe Wiepke Berends Smedes liet in 1819 de borg ingrijpend verbouwen. De 17e-eeuwse kloosterramen met middenkalf en glas in loodramen werden door haar vervangen door 18e-eeuwse schuiframen en de buitenzijde liet zij met een dikke laag kalk pleisteren. Aan de zijkanten liet zij de tuitgevels verlagen en het dak kreeg wolfseinden. Ook was er blijkens de kadasterkaart van 1836 een aangebouwde schuur bij de borg. Na de dood van zijn weduwe werd de borg door de erfgenamen middels een openbare verkoping in 1836 verkocht aan de Loppersumse advocaat Johannes Koning Uilkens. Koning Uilkens nam ook de steenfabriek over en investeerde veel in de techniek. Zo was hij in 1868 de eerste steenfabriek in Groningen die met behulp van een stoommachine machinaal stenen maakte en ook liet hij een aantal droogloodsen bouwen. De kalkbranderij liet hij sluiten. Na zijn dood in 1870 zette zijn zoon Theodorus Frederik het werk voort, gevolgd door zijn jongste broer Nathan François. Deze overleed in 1890 door een ongeluk en liet geen kinderen na. Hun zuster Catharina erfde borg en tichelwerk. Catharina liet de tichelwerk beheren door bedrijfsleider Hendrik Gautier. In 1912 overleed ze en kwam de borg aan haar oudere zus Ingina. Deze overleed in 1920, waarop Hendrik Gautier het de borg en het tichelwerk erfde. Het tichelwerk was tussen 1863 en 1922 uitgebreid met een bolsloot (vernoemd naar het Groninger bolschip) om de tichelstenen direct naar de oude kleischuur te kunnen brengen. In 1921 was Gautier getrouwd en het jaar erop stond de fabriek stil. In 1924 vertrok Gautier naar Groningen en verkocht het tichelwerk aan de Groningse steenfabrikant Berend van der Veen. De borg verhuurde hij aan boer Jan Bos.
Van der Veen verbrak na 120 jaar de verbinding tussen borg en tichelwerk. Hij liet de steenfabriek ingrijpend verbouwen. Zo bouwde hij een aantal nieuwe loodsen en de kenmerkende ringoven met 24 kamers. De klei werd onder hem machinaal afgeticheld met behulp van een kleibaggeraar (excavateur) en vervoerd naar de fabriek over een smalspoor met kiplorries die werden aangedreven door een diesellocomotief. Nadat in 1937 de klei aan noordzijde van de fabriek was uitgeput, werd de winning van klei voortgezet aan zuidzijde van het Damsterdiep, waarvandaan het werd aangevoerd per vrachtwagen. Na de oorlog kon of wilde Van der Veen in de jaren 1950 niet de noodzakelijke vernieuwingen doorvoeren om concurrerend te blijven, zodat het bedrijf uiteindelijk in 1965 failliet ging.

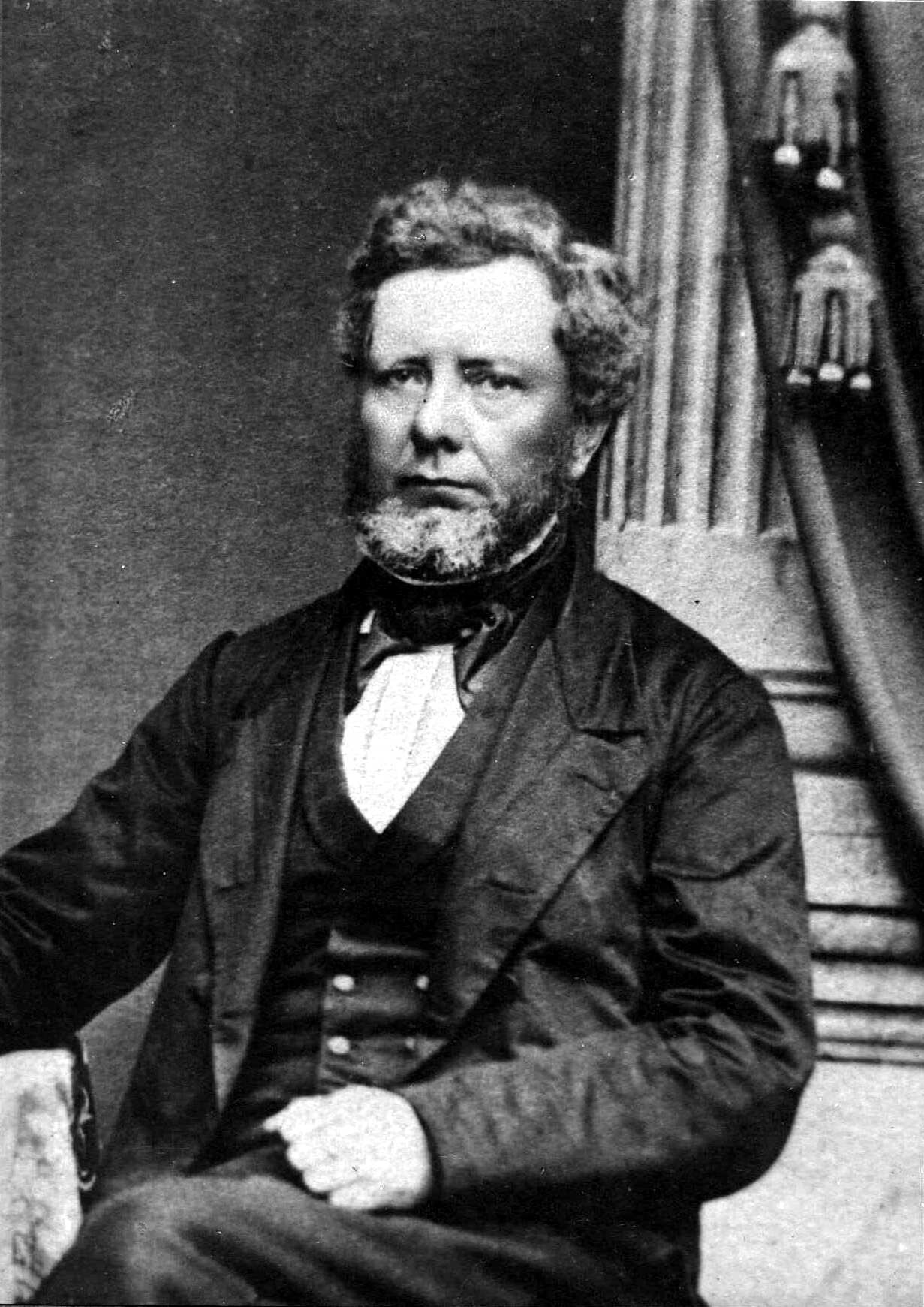
Johannes Koning Uilkens, tichelheer van Rusthoven van 1836 tot 1870
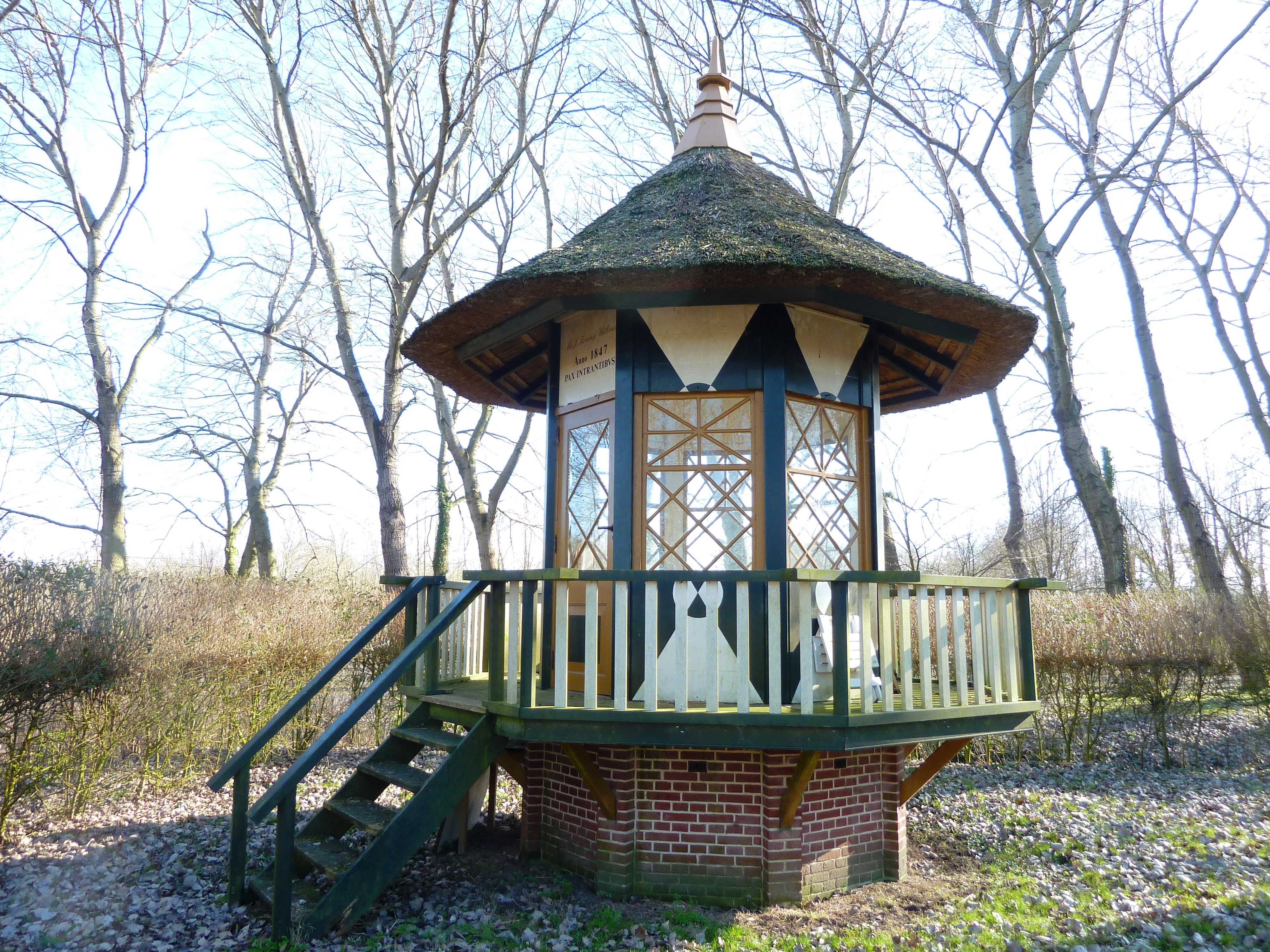
De theekoepel die in 1847 werd geplaatst door Koning Uilkens en sindsdien op verschillende plekken rond de borg heeft gestaan
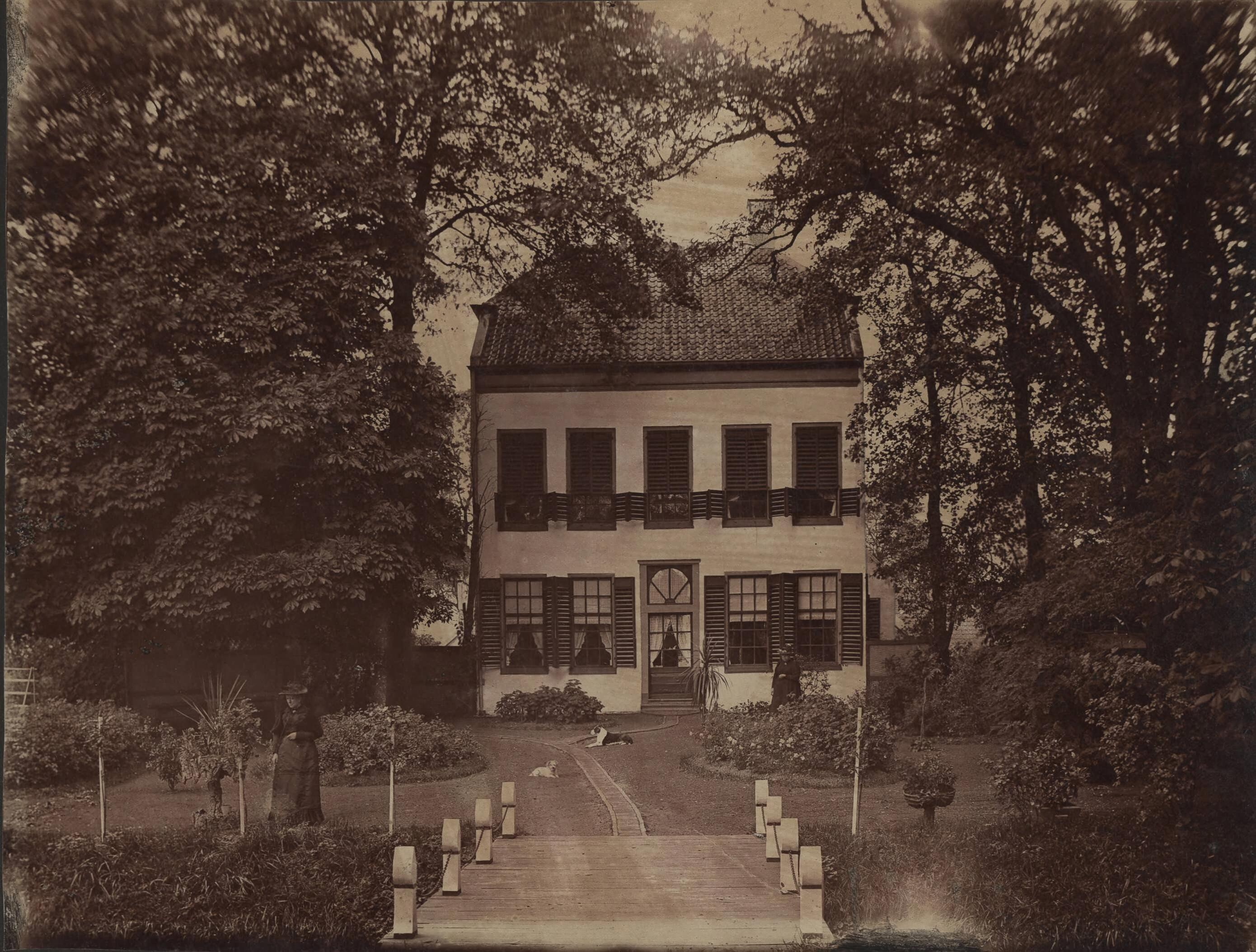
De borg rond 1895, met gepleisterde muur
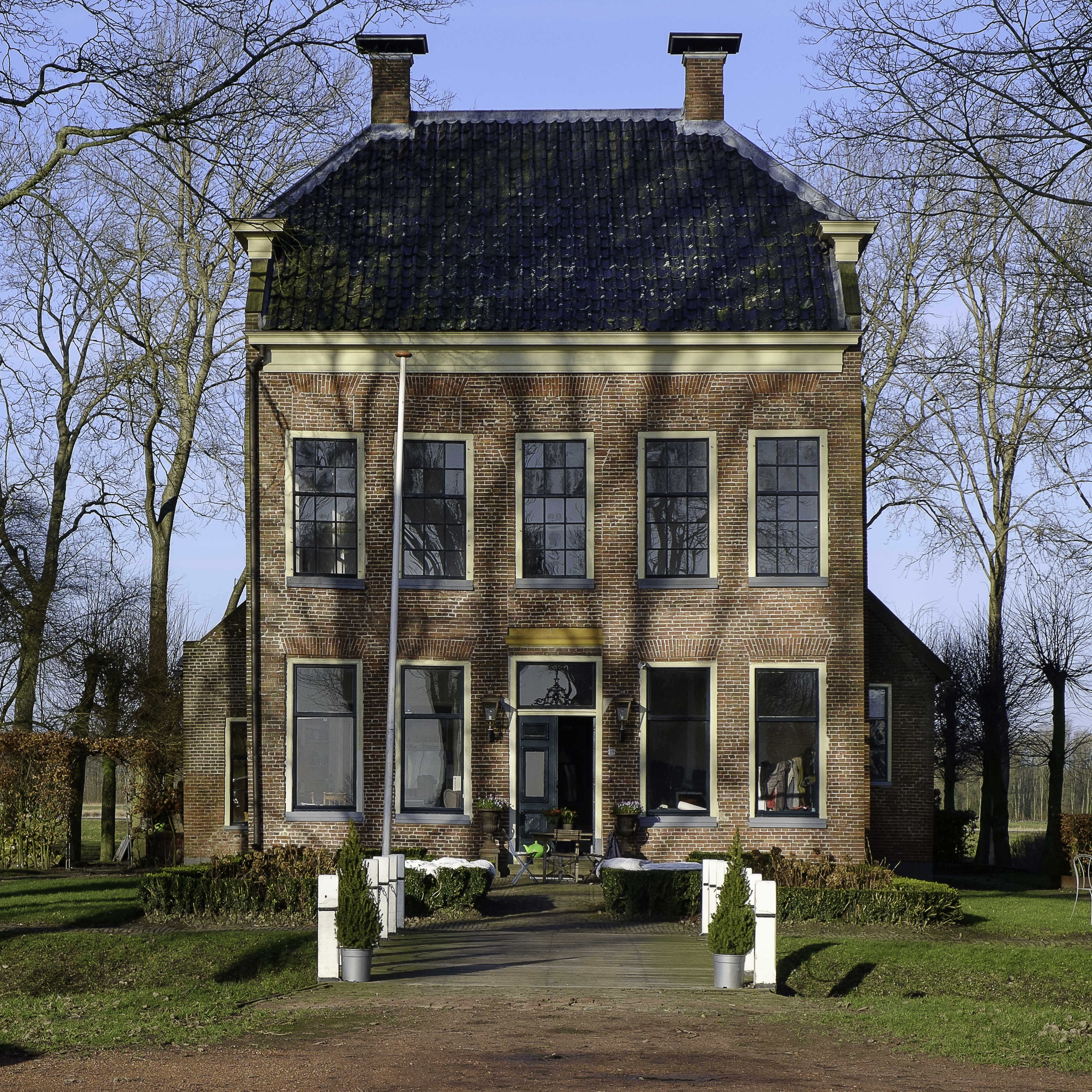
De borg nu
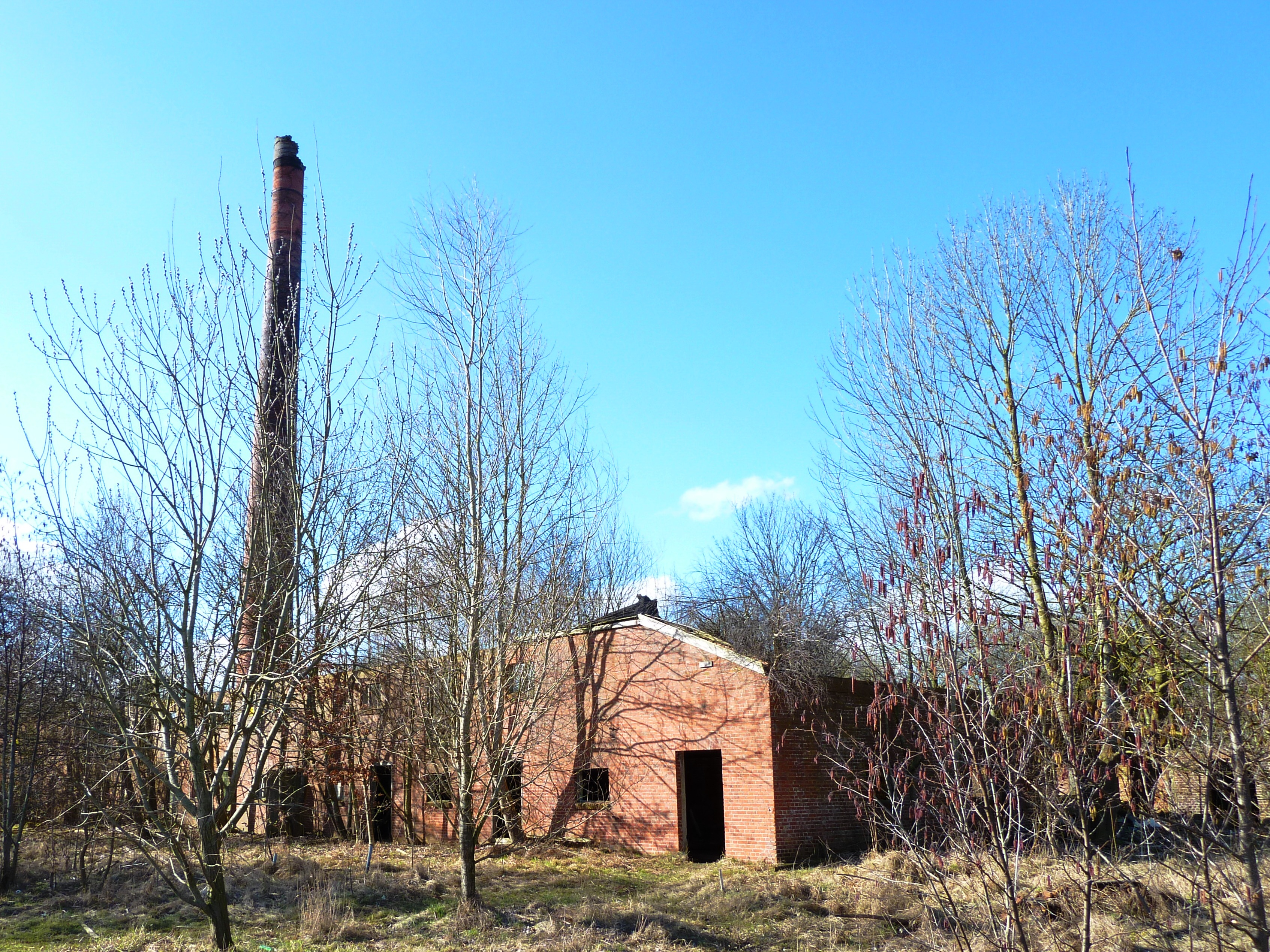
Vooraanzicht van de vervallen steenfabriek

### Recente geschiedenis: Borg

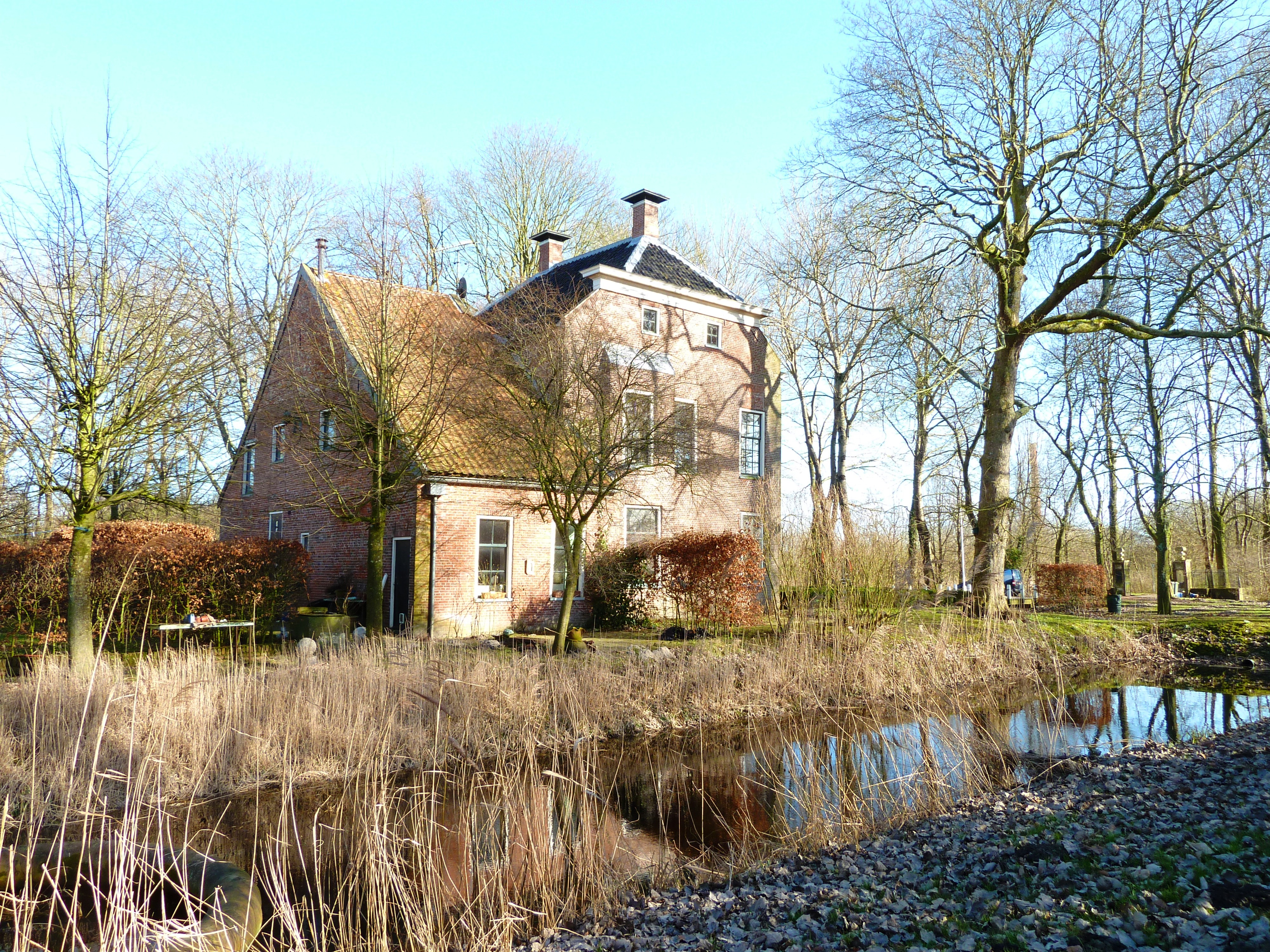
Achterzijde van de borg

In 1955 kocht Van der Veen ook de inmiddels vervallen borg Rusthoven. Hij liet de zeer vervallen schuur erachter en de stookhut ernaast slopen. In zeven jaar tijd liet hij de borg herstellen, waarbij ook de pleisterlaag verdween. In 1969 liet hij als ingangspoort de huidige twee ingangspeilers met natuurstenen bekroningen plaatsen, die afkomstig zijn van het in 1955 afgebroken landhuis Vredenhoven uit Eexta. Aan de achterzijde van de poort is de naam 'Vredenhoven' te lezen. Van der Veen liet ook bomen kappen en plantte nieuwe aan. In 1985 verkocht hij de borg aan de Stichting Groninger Borgen. Een jaar later verhuurde deze de borg aan de kunstenares Annet Bakker, die er vervolgens heeft gewerkt en gewoond tot september 2012. Zij hield er exposities met moderne kunst, ook van eigen hand. In 1987 werd de borg gerestaureerd onder leiding van architect Piet de Vrieze. In 1990 werd de tuin opnieuw aangelegd naar plannen van Copijn Utrecht Groenadviseurs BV. Hierbij werden na 140 jaar ook de grachten weer uitgegraven. In 2005 werd de Groninger Borgen Stichting ontmanteld en kocht Annet Bakker de borg voor een bedrag van 300.000 euro. In de jaren erna werd het oude tuinhuisje uit 1847 herplaatst op het landgoed. Bakker vond het pand echter toch te groot en zette in 2010 de borg te koop voor bijna 9 ton. In juli 2012 is de borg verkocht. De nieuwe eigenaar zal de restauratie en het onderhoud ter hand nemen, met als doel Rusthoven in goede staat te brengen en een lange toekomst te garanderen. De openbare functie blijft behouden. De borg zal af en toe ook worden opengesteld voor rondleidingen en bezoek.

### Recente geschiedenis: Tichelwerk
De steenfabriek werd tussen 1965 en 1975 gesaneerd. Twee beheerders verkochten in die tijd de stenen en veel machines en onderhielden het terrein. In 1975 werd de fabriek voor slechts 77.000 gulden verkocht op een veiling aan grondspeculant Hennie Schoenmaker, die ook strokartonfabriek De Toekomst kocht in 1964. Beide terreinen gebruikte Schoenmaker met name om oude machines te stallen en net als De Toekomst stak Schoenmaker ook geen geld in het onderhoud zodat beide fabrieken vervielen. Later probeerde een hiervoor opgerichte Werkgroep tot Behoud van Rusthoven er een baksteenmuseum te vestigen en wilde daartoe het terrein aankopen voor 100.000 gulden. Schoenmaker wilde echter 300.000, waarop de deal niet doorging. In 1997 wilde een projectontwikkelaar er landgoederen ontwikkelen, maar de toenmalige gemeente Loppersum vond het aantal te ontwikkelen landgoederen te hoog, waarop de deal afketste. Vanaf 2000 waren er krakers gevestigd op het terrein, die in 2004 op last van Schoenmaker werden verwijderd van het terrein. Dat jaar kwam de aan Schoenmaker gelieerde ontwikkelaar Bert Broeksema van Milau Beheer BV nieuwe plannen om er luxe woningen te vestigen, maar het bestemmingsplan van de gemeente Loppersum stond geen woningen toe op het terrein omdat dit een agrarische bestemming had en het plan ging niet door. Andere plannen om een hotel te maken van de ringoven en er lokale producten te verkopen gingen eveneens niet door. In 2004 werd het terrein ondanks protesten van Milau ook aangewezen als rijksmonument. De restanten van de steenfabriek kregen echter geen beschermde status. In 2010 werd door de provincie Groningen beslag gelegd op het terrein omdat Milau vorderingen aan de provincie niet nakwam. In 2011 werd het terrein opnieuw bezet door krakers omdat er niets mee gebeurde.
In 2013 werd het terrein door het inmiddels failliete Milau verkocht aan staalconstructiebedrijf Willem Liewes uit Wirdum. Liewes heeft plannen om het terrein voor andere doeleinden te gebruiken. Daarbij heeft de gemeente aangegeven dat zij niet afwijzend tegenover een wijziging van de bestemming van het terrein in het bestemmingsplan staat. Het bedrijf liet bomen op het terrein kappen, waarop de krakers in augustus 2013 vertrokken. In oktober 2013 liet Liewes de 30 meter hoge schoorsteen slopen op last van de gemeente Loppersum nadat omwonenden erover hadden geklaagd en vervolgens uit onderzoek van de NAM bleek dat deze bij een nieuwe aardbeving zou kunnen omvallen. Liewes liet ook een muur slopen bij de ringoven, waardoor de aanwezige vleermuizen bedreigd werden, waarop de sloop door het Ministerie van Economische Zaken werd stilgelegd omdat de Flora- en faunawet hiermee werd overtreden en omdat Liewes eerder tijdens een controle had aangegeven dat zodra de vleermuizen weg waren hij de ringoven 'gewoon' zou slopen en 'geen boodschap' aan verzoeken van het ministerie had. Liewes moest daarop in opdracht van het ministerie de muur herstellen. De aanwezigheid van vleermuizen in de ringoven is bekend sinds 1985. Uit onderzoek blijkt dat er in de ringoven zeven vleermuissoorten voorkomen; de baardvleermuis, meervleermuis, watervleermuis, gewone dwergvleermuis, ruige dwergvleermuis, rosse vleermuis en de laatvlieger.
Stichting Het Groninger Landschap had in 2019 plannen om het terrein te kopen en samen te trekken met het eveneens door de stichting over te nemen Ekenstein, het borgterrein van Rusthoven en een reeds in handen van de stichting stuk boomgaard aan noordzijde van de N360 tot een gezamenlijk wandelpark. Ook wil de stichting de ruïnes van Rusthoven herstellen en er een natuurlijk park van maken.

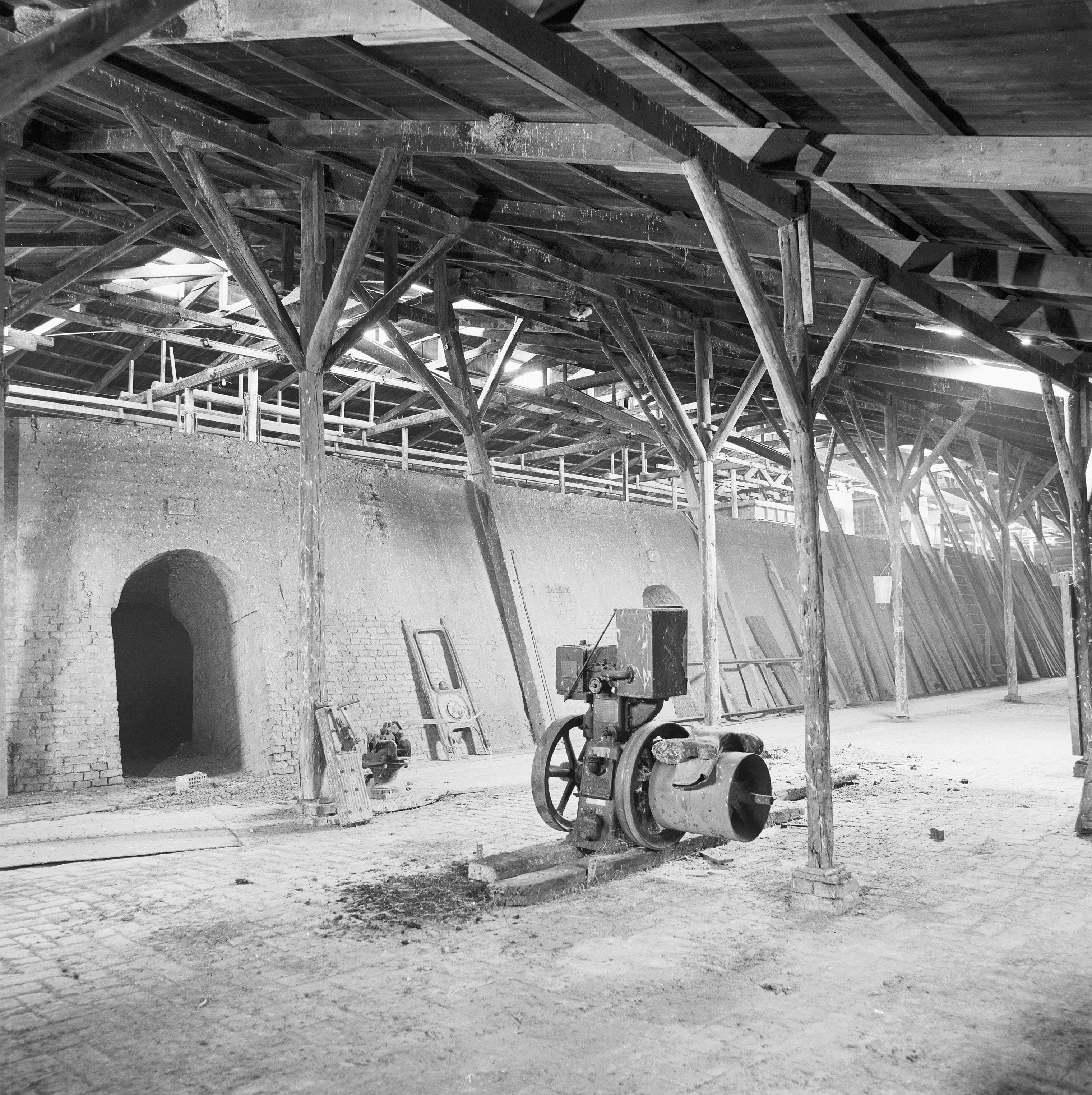
Interieur van het gebouw rond de ringoven (1972)
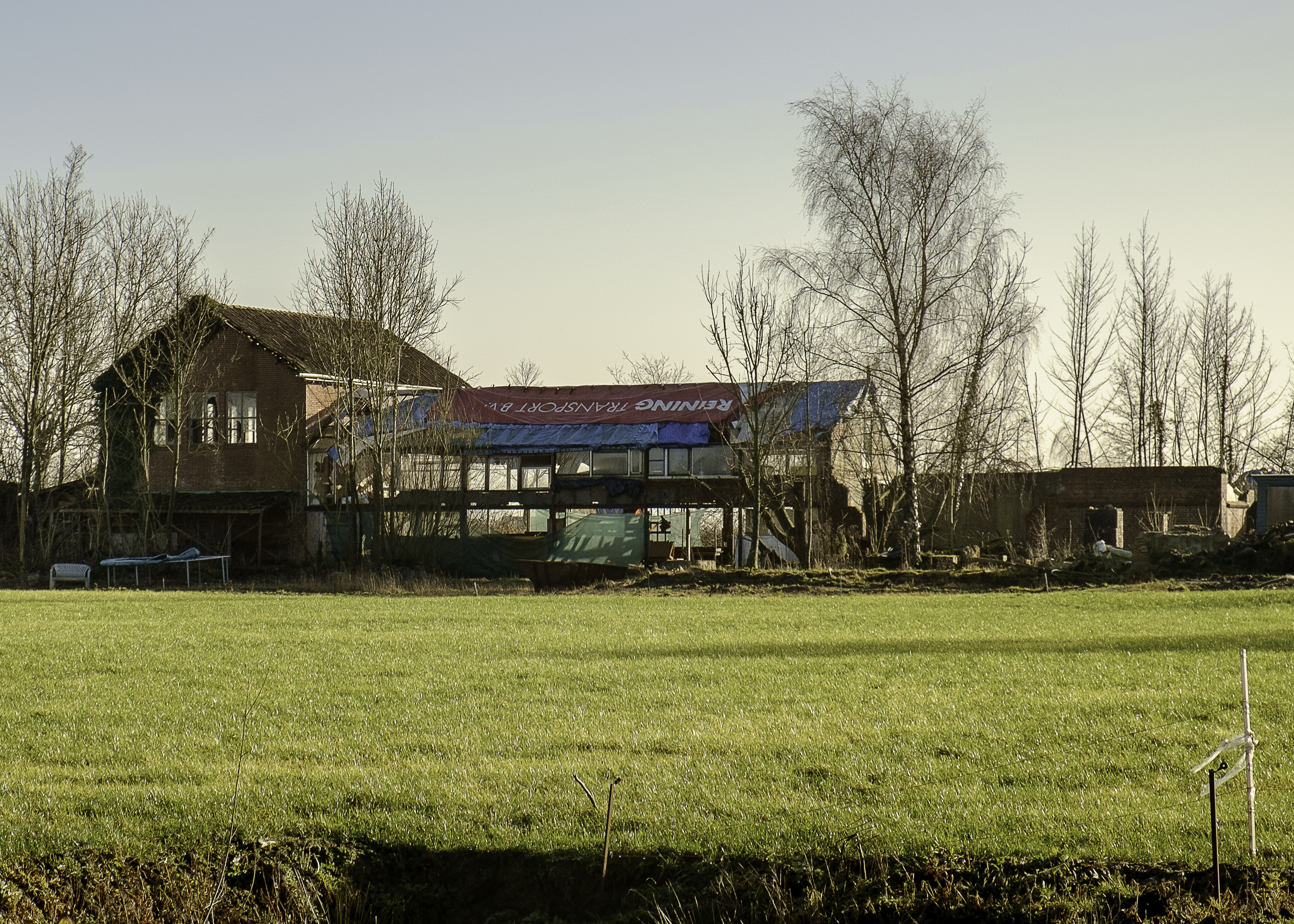
Voormalig fabrieksgebouw waar eerder krakers verbleven
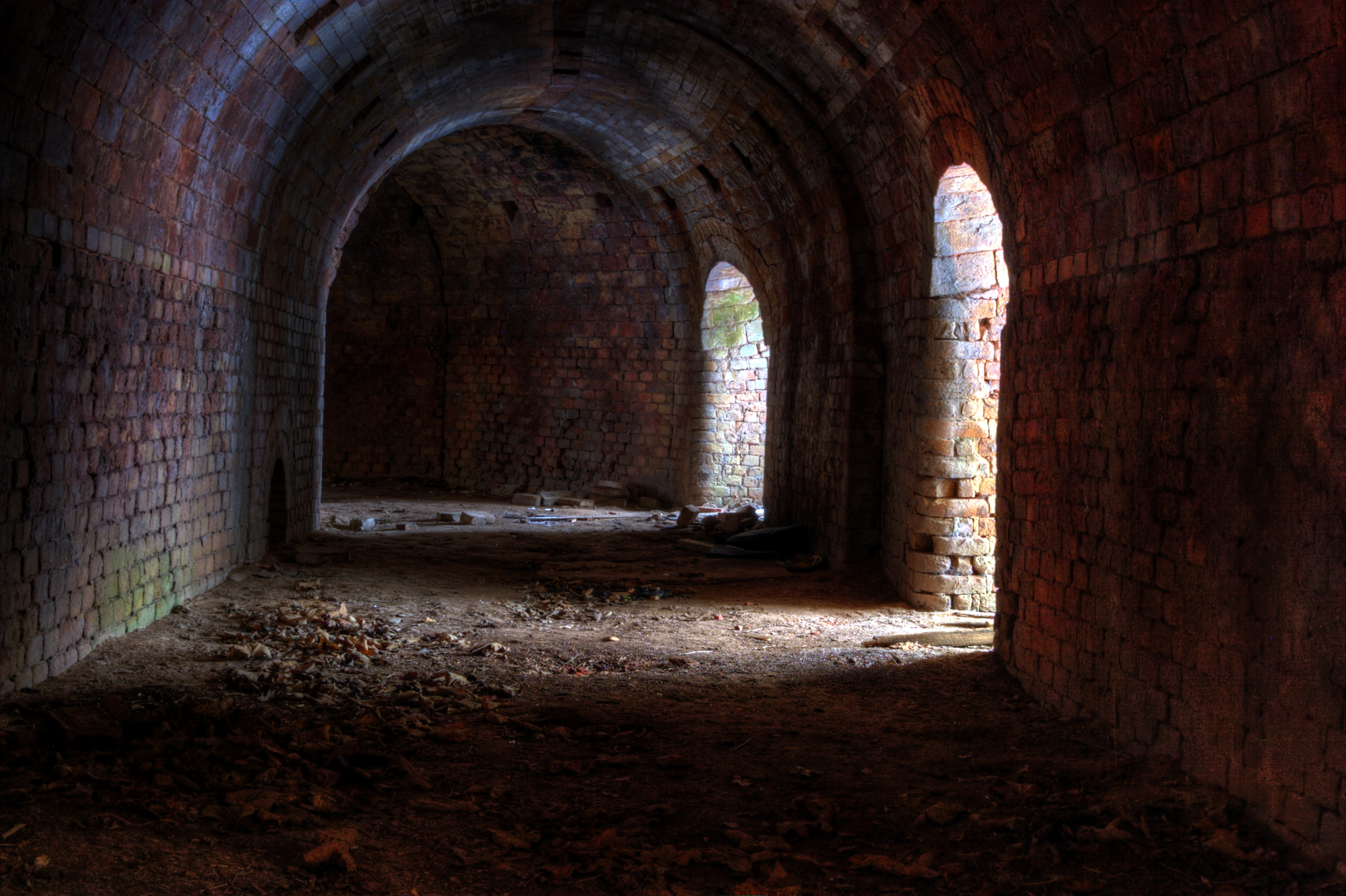
Binnenzijde van de ringoven, het bekendste onderdeel van het voormalige tichelwerk.
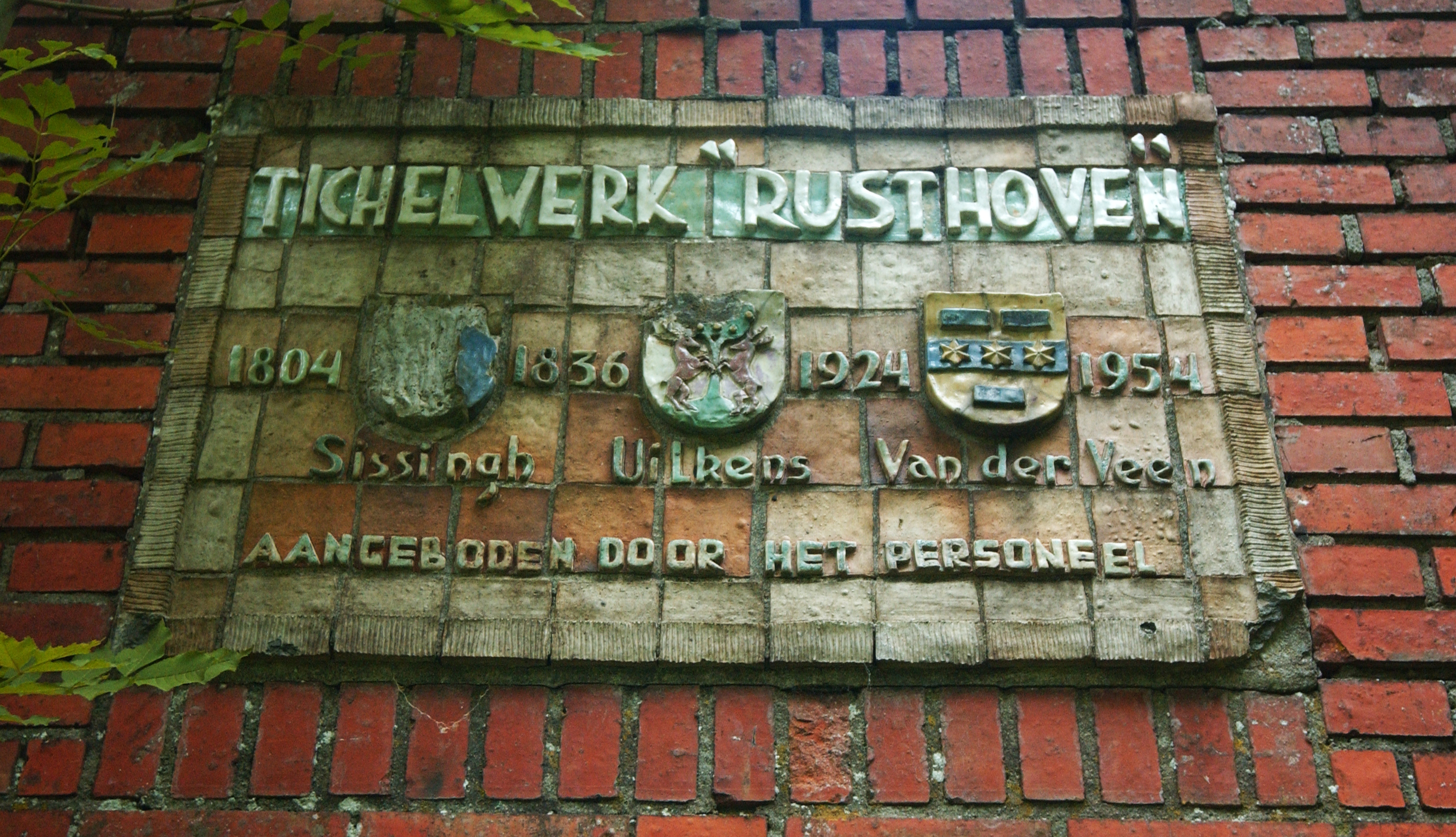
Gedenkplaat uit 1954
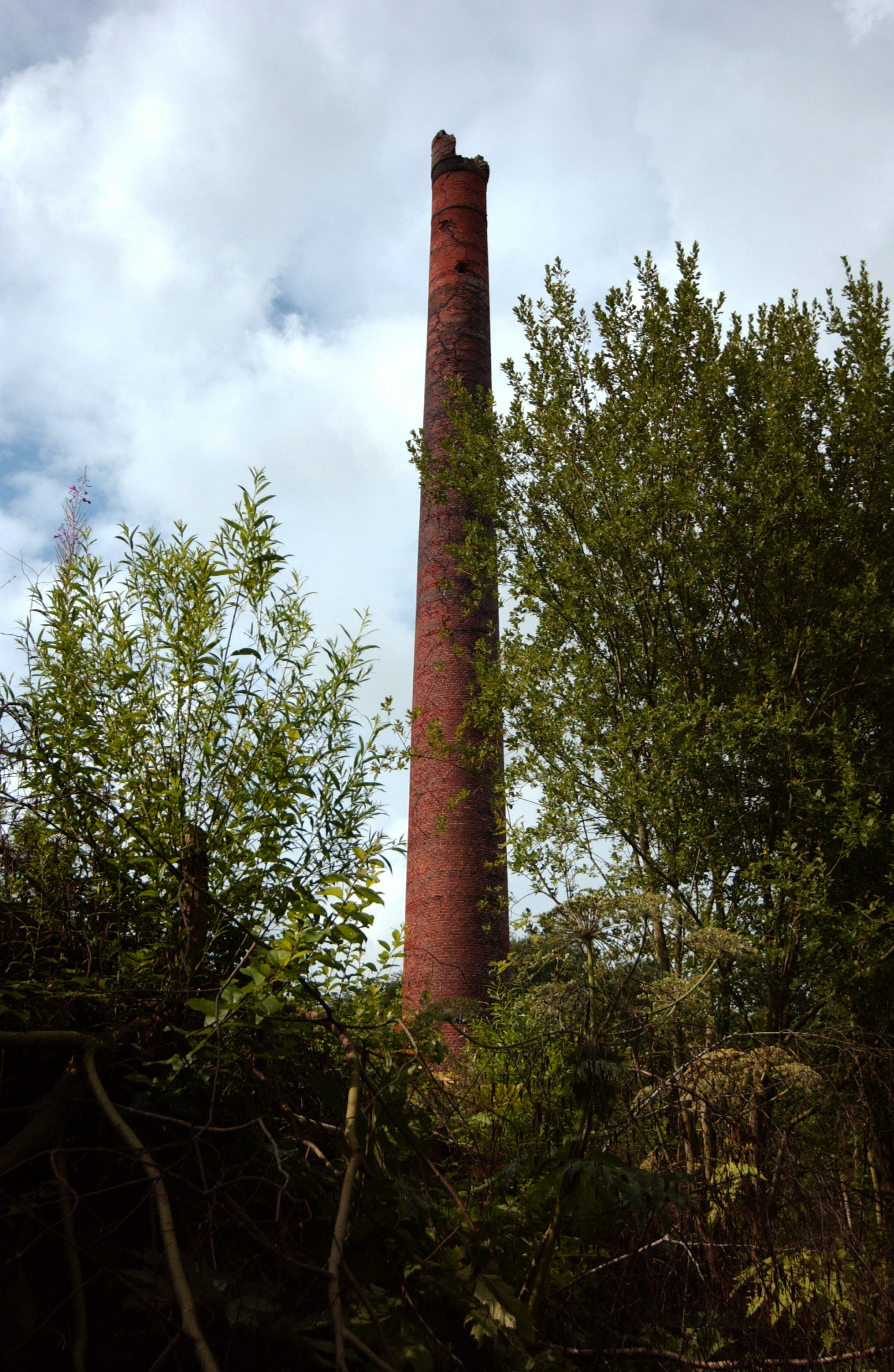
De schoorsteen brokkelde door achterstallig onderhoud steeds verder af, waarop deze in 2013 werd gesloopt.
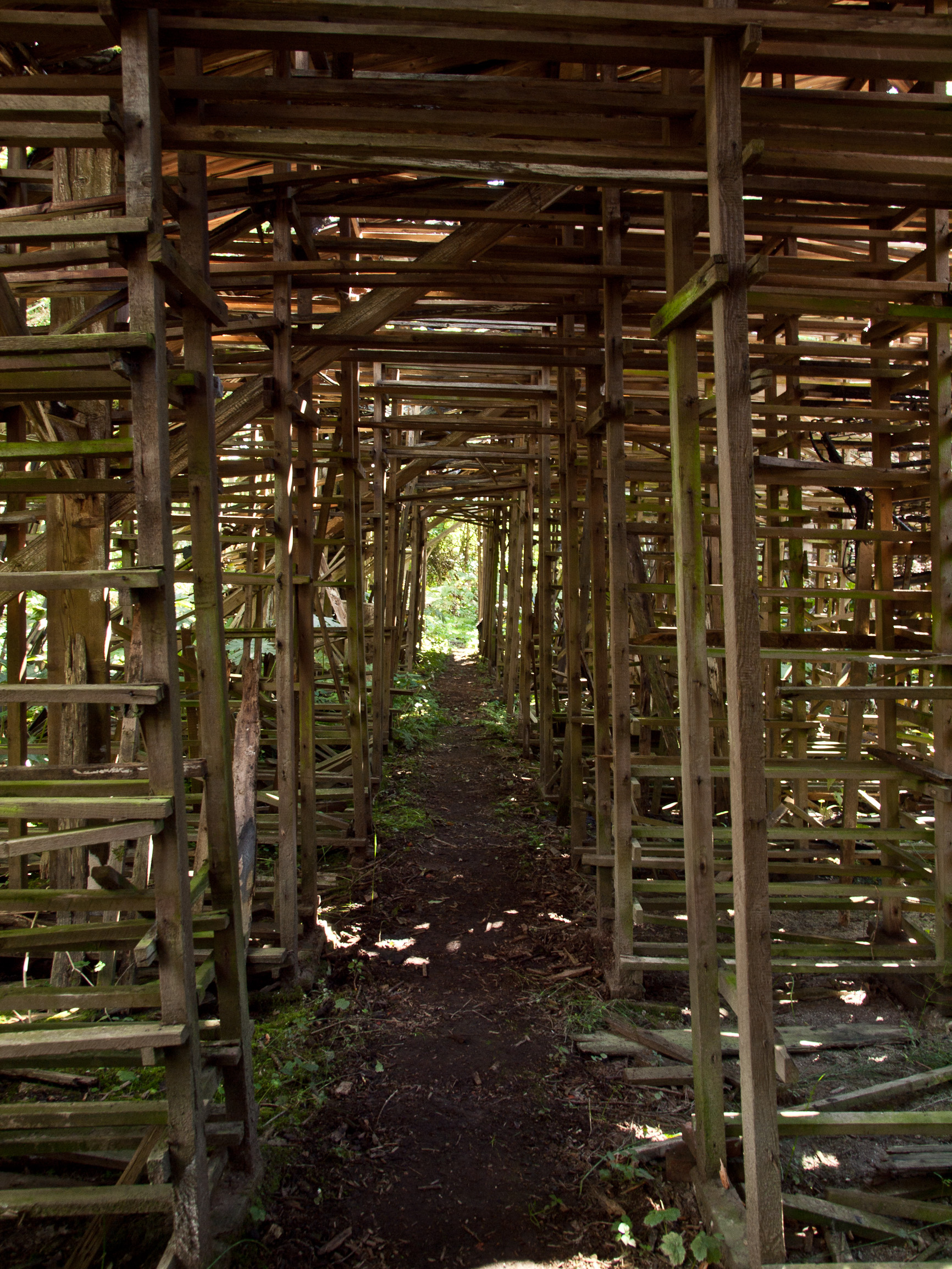
Interieur van de vroegere droogloods